# Arachniodes takayamensis
Arachniodes takayamensis är en träjonväxtart som beskrevs av Shunsuke Serizawa.
Arachniodes takayamensis ingår i släktet Arachniodes och familjen Dryopteridaceae. Inga underarter finns listade i Catalogue of Life.